# نیروی زمینی تونس
نیروی زمینی تونس (به عربی: جيش البر التونسي) بخش نیروی زمینی نیروهای مسلح تونس است که در سال ۱۸۳۱ تأسیس شد.